# Jamaica i olympiska vinterspelen 2002
Jamaica deltog i olympiska vinterspelen 2002. Jamaicas trupp bestod av två män. Lascelles Brown, 27 år, 128 dagar, och Winston Watt, 35 år, 9 dagar. Båda deltog i bob.

## Resultat

### Bob
- Två-manna
  - Lascelles Brown och Winston Watt - 28